# ريكاردو راتليف
ريكاردو راتليف (بالإنجليزية: Ricardo Ratliffe) مواليد 20 فبراير 1989 في هامبتون، هو لاعب كرة سلة أمريكي. بدأ مسيرته الاحترافية في سنة 2012. يلعب مع ستار هوتشوتز في الرابطة الفلبينية لكرة السلة. يحمل الرقم 20. يبلغ طوله 6 قدم 8 بوصة (2.0 م).

## المسيرة الاحترافية
لعب مع أولسان موبيس فوبوس من سنة 2012 إلى 2015، ثم لعب مع سول سامسونج ثندرز في موسم 2015–2016، ثم لعب مع ستار هوتشوتز في سنة 2016، ثم لعب مع سول سامسونج ثندرز في موسم 2016–2017، ثم لعب مع ستار هوتشوتز في سنة 2017.

## روابط خارجية
- ريكاردو راتليف على موقع كرة السلة الأوروبية.كوم (الإنجليزية)
- ريكاردو راتليف على موقع كلية كرة السلة في سبورتس رفرنس.كوم (الإنجليزية)
- ريكاردو راتليف على موقع ريلجم (الإنجليزية)
- ريكاردو راتليف على موقع بروبوليرز (الإنجليزية)
- ريكاردو راتليف على موقع سبورتس رفرنس (الإنجليزية)